# Viktor Frankl
Viktor Emil Frankl (ur. 26 marca 1905 w Wiedniu, zm. 2 września 1997 tamże) – austriacki psychiatra i psychoterapeuta pochodzenia żydowskiego, więzień obozów koncentracyjnych, m.in. Auschwitz, twórca logoterapii (metody psychoterapeutycznej ukierunkowanej na rozważania nad sensem). Był doktorem filozofii, a także profesorem neurologii i psychiatrii wydziału medycznego Uniwersytetu Wiedeńskiego oraz profesorem logoterapii American International University w Kalifornii. Dążenie do znalezienia sensu życia Frankl uważał za jedną z podstawowych potrzeb człowieka natomiast utratę sensu życia uważał za ważny czynnik patogenny nerwicy. Znany jest głównie dzięki bestsellerowej książce Człowiek w poszukiwaniu sensu.

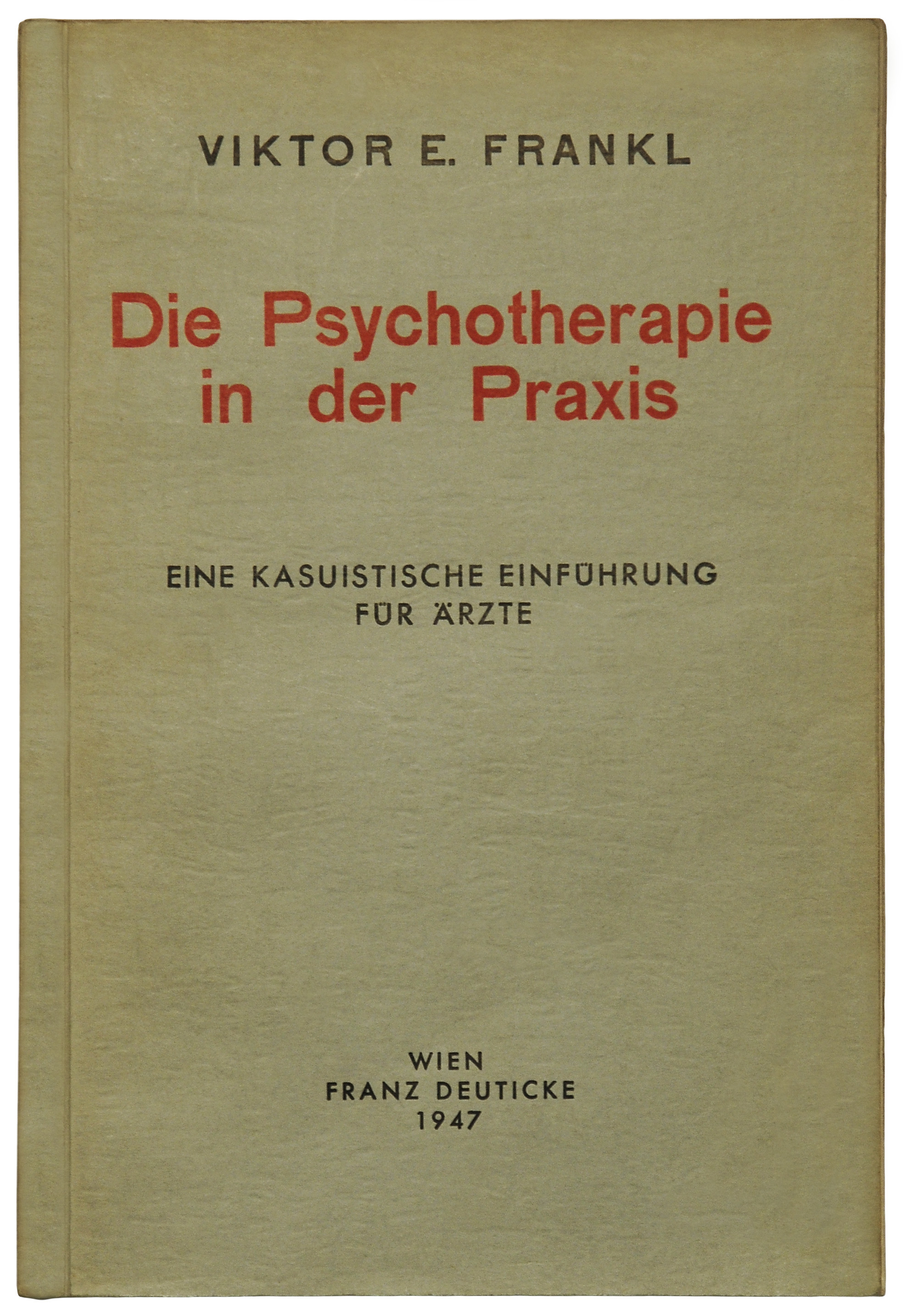
Okładka Psychoterapie... (1947)

## Życiorys
Studiował medycynę w Wiedniu; z początku pozostawał pod wyraźnym wpływem Freuda, potem filozofów egzystencjalnych. Zasady swojej analizy egzystencjalnej i logoterapii opracował przed II wojną światową. Jego podejście określane jest jako trzecia szkoła wiedeńska. W latach 1942–1945 był więźniem 4 obozów koncentracyjnych w tym: Theresienstadt, Auschwitz i Dachau.
W 1994 tytuł doktora honoris causa przyznały mu Katolicki Uniwersytet Lubelski i Uniwersytet Karola w Pradze.
Frankl zmarł na zawał serca w Wiedniu 2 września 1997 i został pochowany w żydowskiej części Cmentarza Centralnego w Wiedniu.

## Życie prywatne
Był dwukrotnie żonaty. Jego pierwszą żoną była Mathilde (Tilly) Grosser (1920–1945), pielęgniarka pracująca w Rothschild Hospital. Wkrótce po ślubie w 1941 Tilly zaszła w ciążę, ale ze względu na ryzyko wywiezienia do obozu, zostali zmuszeni do usunięcia ciąży. Zginęła w czasie II wojny światowej w obozie koncentracyjnym Bergen-Belsen. 
W 1947 roku poślubił Eleonorę Katharinę Schwindt. Mieli jedną córkę Gabriele Frankl-Vesely (ur. 1947), która została psychologiem dziecięcym.

## Odznaczenia
- 1969 – Krzyż Honorowy I Klasy za Naukę i Sztukę[8]
- 1981 – Odznaka Honorowa za Naukę i Sztukę[8]
- 1988 – Wielka Srebrna Odznaka Honorowa z Gwiazdą za Zasługi dla Republiki Austrii[8]
- 1995 – Wielka Złota Odznaka Honorowa z Gwiazdą za Zasługi dla Republiki Austrii[8]

## Wybrane prace
- Wola sensu. Założenia i zastosowanie logoterapii (The Will to Meaning. Foundations and Applications of Logotherapy);
- Bóg ukryty. W poszukiwaniu ostatecznego sensu (The Unconscious God: Psychotherapy and Theology);
- Człowiek w poszukiwaniu sensu (Man’s Search for Meaning);
- Psychoterapia dla każdego (Psychotherapie für den Laien Rundfunkvorträge über Seelenhellkunde);
- Człowiek cierpiący (Homo patiens);
- Psycholog w obozie koncentracyjnym (Ein Psycholog erlebt das Konzentrationslager);
- Nieuświadomiony Bóg (Der unbewusste Gott);